# Peter Raymond Grant
Peter Raymond Grant  (Londres, 26 de outubro de 1936) é um biólogo e zoólogo britânico. Foi professor da Universidade de Princeton.

## Carreira

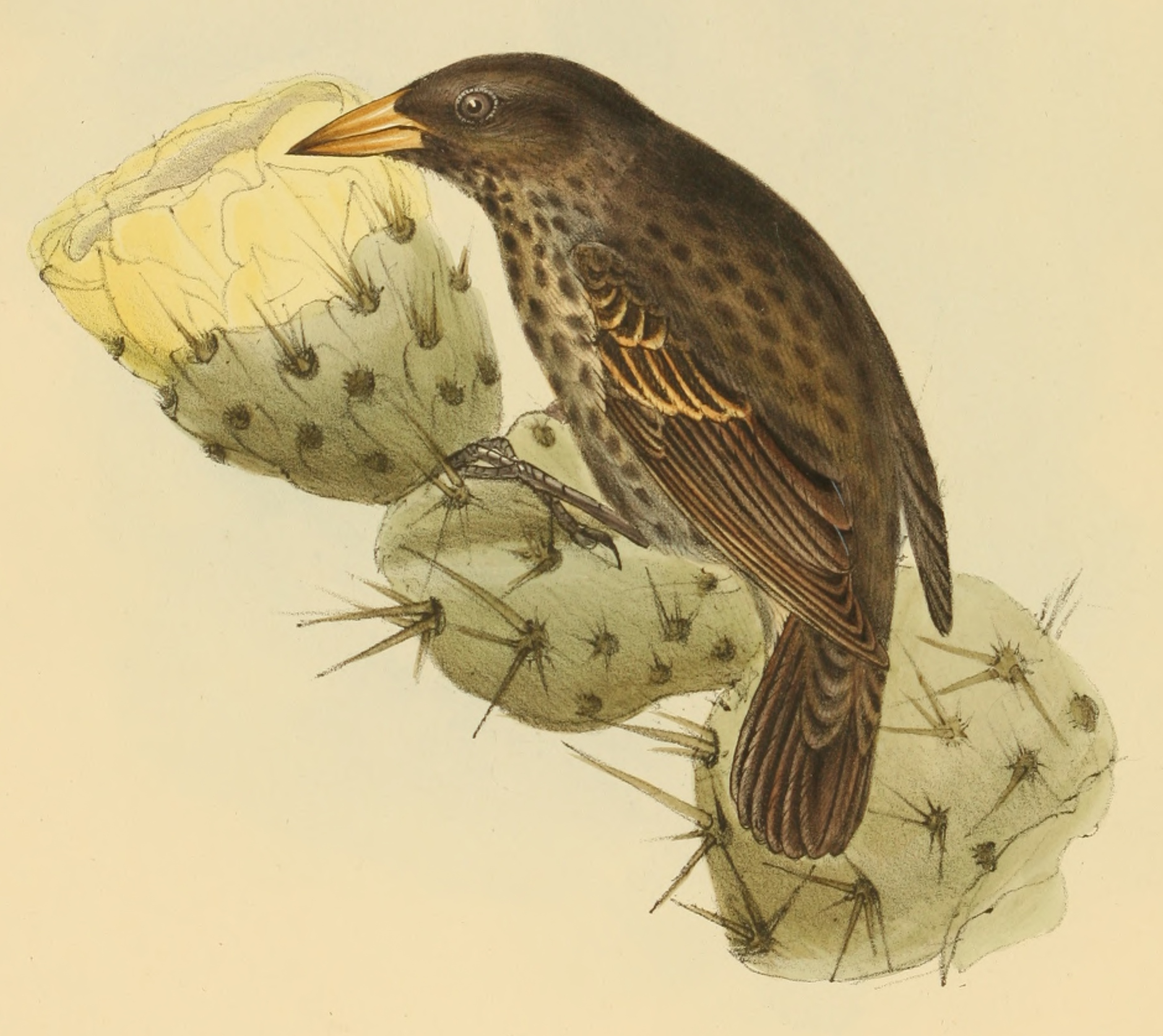
Kaktusfink

Peter Raymond Grant e Barbara Rosemary Grant, são um casal e cada um ocupa atualmente o cargo de professor emérito. Eles são conhecidos por seu trabalho com os tentilhões em uma das Ilhas Galápagos. Desde 1973, os Grants passam seis meses de cada ano capturando, marcando e colhendo amostras de sangue de tentilhões na ilha. Eles trabalharam para mostrar que a seleção natural pode ser visto dentro de uma única vida, ou mesmo dentro de alguns anos. Charles Darwin originalmente pensava que a seleção natural era um processo longo e demorado. Os subsídios mostraram que essas mudanças nas populações podem acontecer muito rapidamente.
Em 1994, eles receberam o Prêmio Leidy da Academia de Ciências Naturais da Filadélfia.
Em 2003, os subsídios receberam em conjunto o Prêmio de Pesquisa Loye e Alden Miller. Eles ganharam o Prêmio Balzan 2005 de Biologia Populacional. A citação do Prêmio Balzan afirma:
Peter e Rosemary Grant são distinguidos por seus notáveis estudos de longo prazo que demonstram a evolução em ação nos tentilhões de Galápagos. Eles demonstraram como mudanças muito rápidas no tamanho do corpo e do bico em resposta às mudanças no suprimento de comida são impulsionadas pela seleção natural. Eles também elucidaram os mecanismos pelos quais surgem novas espécies e como a diversidade genética é mantida nas populações naturais. O trabalho dos Grants teve uma influência seminal nos campos da biologia populacional, evolução e ecologia.
Os subsídios são bolsistas da Royal Society, Peter em 1987 e Rosemary em 2007. Em 2008, recebeu a Medalha Darwin-Wallace, concedida a cada cinquenta anos pela Linnean Society de Londres. Em 2009, eles receberam o prêmio anual de Kyoto em ciências básicas, um prêmio internacional que homenageia contribuições significativas para o aprimoramento científico, cultural e espiritual da humanidade. Em 2017, eles receberam a Medalha Real de Biologia "por suas pesquisas sobre a ecologia e evolução dos tentilhões nas Galápagos, demonstrando que a seleção natural ocorre com frequência e que a evolução é rápida como resultado".
Recebeu a Medalha Real de 2017, juntamente com sua mulher Barbara Rosemary Grant.

## Pesquisa
Para seu doutorado, Peter Grant estudou a relação entre ecologia e evolução e como elas estavam inter-relacionadas. Os Grants viajaram para as Ilhas Três Marias, ao largo do México, para realizar estudos de campo das aves que habitavam a ilha. Eles compararam as diferenças do comprimento do bico ao tamanho do corpo entre as populações que vivem nas ilhas e no continente vizinho. Das aves estudadas, onze espécies não foram significativamente diferentes entre o continente e as ilhas; quatro espécies foram significativamente menos variáveis nas ilhas, e uma espécie foi significativamente mais variável. Em média, os pássaros nas ilhas tinham bicos maiores. Os Grants atribuíram essas diferenças aos alimentos disponíveis, e o que estava disponível dependia dos concorrentes. Os bicos maiores indicaram uma maior variedade de alimentos presentes no ambiente.
Em 1965, Peter Grant aceitou o cargo na Universidade McGill em Montreal. Ele criou um método para testar a Hipótese de Competição para ver se ela funcionava hoje como no passado. Esta pesquisa foi feita em ratos silvestres e camundongos da floresta. O estudo analisou a competitividade entre populações de roedores e entre espécies de roedores. Em seu artigo "Competição interespecífica entre roedores", ele concluiu que a interação competitiva por espaço é comum entre muitas espécies de roedores, não apenas as espécies que foram estudadas em detalhes. Grant também afirma que existem muitas causas para o aumento da competição: reprodução, recursos, quantidade de espaço e invasão de outras espécies.
Daphne Major, nas Ilhas Galápagos, era um lugar perfeito para realizar experimentos e estudar mudanças nas aves. Estava isolado e desabitado; quaisquer mudanças que ocorressem na terra e no meio ambiente seriam devido às forças naturais, sem destruição humana. A ilha forneceu o melhor ambiente para estudar a seleção natural; estações de chuvas fortes mudaram para estações de seca prolongada. Com essas mudanças ambientais trouxeram mudanças nos tipos de alimentos disponíveis para as aves. Os Grants estudariam isso pelas próximas décadas de suas vidas.
Em 1973, os Grants partiram para o que pensaram ser um estudo de dois anos na ilha de Daphne Major. Lá eles estudariam a evolução e, em última análise, determinariam o que impulsiona a formação de novas espécies. Existem treze espécies de tentilhões que vivem na ilha. Essas aves fornecem uma ótima maneira de estudar a radiação adaptativa. Seus bicos são específicos para o tipo de dieta que comem, o que, por sua vez, reflete os alimentos disponíveis. Os tentilhões são fáceis de apanhar e constituem um bom animal para estudar. Os Grants etiquetaram, etiquetaram, mediram e colheram amostras de sangue dos pássaros que estavam estudando. O estudo de dois anos continuou até 2012.
Durante a estação chuvosa de 1977, apenas 24 milímetros de chuva caíram. Duas das principais espécies de tentilhões foram atingidas de forma excepcionalmente forte e muitos deles morreram. A falta de chuva fez com que as principais fontes de alimentos se tornassem escassas, causando a necessidade de encontrar fontes alternativas de alimentos. As sementes menores e mais macias acabaram, deixando apenas as sementes maiores e mais resistentes. As espécies de tentilhões com bicos menores lutaram para encontrar sementes alternativas para comer.  Os dois anos seguintes sugeriram que a seleção natural poderia acontecer muito rapidamente. Como as espécies de tentilhões menores não podiam comer as sementes grandes, elas morreram. Tentilhões com bicos maiores foram capazes de comer as sementes e se reproduzir. A população nos anos que se seguiram à seca em 1977 tinha bicos "mensuravelmente maiores" do que as aves anteriores.
Em 1981, os Grants encontraram um pássaro que nunca tinham visto antes. Era mais pesado do que os outros tentilhões terrestres em mais de cinco gramas. Eles chamaram este pássaro de Big Bird. Ele tinha muitas características diferentes das dos tentilhões nativos: um chamado estranho, penas extra brilhantes, ele podia comer sementes grandes e pequenas e também podia comer o néctar, pólen e sementes dos cactos que crescem na ilha. Acredita-se que o Big Bird seja um híbrido do tentilhão de bico médio e do tentilhão de cacto. Embora os híbridos existam, muitas das aves que vivem na ilha tendem a se fixar em suas próprias espécies. Passarinho viveu treze anos, e seus descendentes só se acasalaram nos últimos trinta anos, um total de sete gerações.
Durante o período de 1982–1983, o El Niño trouxe constantes chuvas de oito meses. Em uma estação chuvosa normal, Daphne Major geralmente recebe dois meses de chuva. O excesso de chuvas trouxe uma reviravolta nos tipos de vegetação que crescem na ilha. As sementes mudaram de sementes grandes e difíceis de quebrar para muitos tipos diferentes de sementes pequenas e mais macias. Isso deu aos pássaros com bicos menores uma vantagem quando outra seca atingiu o ano seguinte. Os tentilhões de bico pequeno podem comer todas as sementes pequenas mais rápido do que os pássaros de bico grande podem comer.
Em 2003, uma seca de gravidade semelhante à de 1977 ocorreu na ilha. No entanto, no período entre as secas (início no final de 1982), o grande tentilhão (Geospiza magnirostris) estabeleceu uma população reprodutora na ilha. Esta espécie tem dieta sobreposta ao tentilhão de solo médio (G. fortis), portanto, são concorrentes em potencial. A seca de 2003 e a redução resultante no suprimento de alimentos podem ter aumentado a competição dessas espécies umas com as outras, particularmente pelas sementes maiores na dieta dos tentilhões de solo médio. Após a seca, a população de tentilhões de solo médio teve um declínio no tamanho médio do bico, em contraste com o aumento no tamanho verificado após a seca de 1977. Hipotetizou-se que isso se devia à presença do grande tentilhão; os indivíduos de bico menor do tentilhão médio podem ter sobrevivido melhor devido à falta de competição por sementes grandes com o tentilhão grande. Este é um exemplo de deslocamento de caráter.

## Descobertas significativas
Em Evolution: Making Sense of Life, o estudo de 40 anos dos Grants pode ser dividida em três lições principais. 
- A primeira é que a seleção natural é um processo variável em constante mudança. O fato de terem estudado a ilha em épocas de chuva excessiva e seca fornece uma imagem melhor do que acontece com as populações ao longo do tempo.
- A próxima lição aprendida é que a evolução pode, na verdade, ser um processo bastante rápido. Não leva milhões de anos; esses processos podem ser vistos em apenas dois anos.
- Por último, e como afirma o autor, o mais importante, a seleção pode mudar com o tempo. Durante alguns anos, a seleção favorecerá as aves com bicos maiores. Em outros anos, com quantidades substanciais de sementes menores, a seleção favorecerá as aves com bicos menores.[13]

Em seu artigo de 2003, os Grants concluem seu estudo de décadas afirmando que a seleção oscila em uma direção. Por essa razão, nem o tentilhão de solo médio nem o tentilhão de cacto permaneceram morfologicamente iguais ao longo do experimento. O bico médio e o tamanho do corpo não são os mesmos hoje para nenhuma das espécies como eram quando o estudo começou. As concessões também afirmam que essas mudanças na morfologia e fenótipos não poderiam ter sido previstas no início. Eles foram capazes de testemunhar a evolução das espécies de tentilhões como resultado do ambiente hostil e inconsistente de Daphne Major diretamente.

## Obras
- Evolutionary Dynamics of a Natural Population: Large Cactus Finch of the Galapagos - Rosemary & Peter Grant - (University of Chicago Press, 1989) ISBN 9780226305905 (Received the Wildlife Publication Award, Wildlife Society, 1991)
- How and Why Species Multiply: The Radiation of Darwin’s Finches - Peter & Rosemary Grant - (Princeton University Press,2008/2011) ISBN 9780691149998
- 40 Years of Evolution: Darwin's Finches on Daphne Major Island - Peter & Rosemary Grant - (Princeton University Press,2014) ISBN 978-0-691-16046-7